# Jessica Noutel Gonçalves
Jéssica Noutel Goncalves (8 aprile 1993) è una nuotatrice artistica brasiliana, vincitrice di una medaglia di bronzo ai Giochi panamericani di Guadalajara 2011. Ha rappresentato la nazionale del Brasile ai campionati mondiali di nuoto di Shanghai 2011.

## Palmarès
- Giochi panamericani

Guadalajara 2011: bronzo nella prova a squadre